# Обсада на Петрич (1444)
Обсадата на Петрич кале е военно сражение, състояло се по време на Варненския кръстоносен поход през 1444 г. край дн. село Разделна (Варненско), България. Съпоставянето на историческите с археологическите данни е довело изследователите до заключението, че крепостта е превзета от кръстоносците на 7 ноември 1444 г.

## Предистория
Въпреки добрите условия на Одринския мирен договор, Владислав III е подтикнат да поднови военната си кампания на изток от кардинал Джулиано Чезарини, писмата на обединения християнски флот и на византийския император Йоан VIII Палеолог. Владислав III получава подкрепата на Янош Хуняди, след като му обещава да стане крал на България в края на кампанията. Джулиано Чезарини освобождава християните от дадената им клетва за мир, което е актът, с който се благославя новото военно начинание.

## Сражение
Според писмените сведения, след като Овечката крепост е разрушена от кръстоносците, те се насочват към твърдината Петрич кале и я достигат на 7 ноември 1444 г.
Според източниците, кръстоносците разбиват портите с оръдия и срутват участъци от зидовете. При щурма загиват много хора, но са освободени държаните в плен унгарци и славяни, които са изпратени по родните им места през Дунав. Счита се, че при Петрич към кръстоносната армия се присъединяват съюзници българи. В боевете за Петричката крепост Филип Калимах съобщава за бойната доблест на полския рицар Лешко Бобжицки.